# Elisabeth Schlumpf
Elisabeth Schlumpf (* 1932) ist eine schweizerische Psychotherapeutin und Autorin. 

## Leben
Bis 1953 studierte sie Pädagogik und arbeitete zunächst ab 1954 als Volksschullehrerin. Später bildete sie sich als Erwachsenenbildnerin weiter und studierte bis 1966 Logopädie. Von 1965 bis 1978 war sie in der Gemeinde Meilen mit dem Aufbau und Betrieb des Sprachambulatoriums beschäftigt, welches Informationsveranstaltungen über sprachbehinderte Kinder anbot und wo sie Sprachheilunterricht erteilte. Danach studierte sie am Institut für Angewandte Psychologie in Zürich und schloss 1973 mit einer Diplomarbeit zum Thema Interdentalität und Mutterbeziehung ab. Bei Arnold Mindell absolvierte sie eine langjährige Ausbildung in Prozessorientierter Psychologie. Anschliessend arbeitete sie vier Jahre lang beim Kinderpsychiatrischen Dienst Uster und absolvierte Weiterbildungen in 
Integrativer Familientherapie, bioenergetischer Körperarbeit und Supervision. Nach einer Anerkennung als Psychotherapeutin durch die Föderation der Schweizer Psychologinnen und Psychologen machte sie sich 1978 mit einer Gemeinschaftspraxis selbständig. Parallel dazu unterrichtete sie ab 1980 viele Jahre Kommunikationslehre und Prozessorientierte Körpertherapie an der Schule für Polarity-Therapie Zürich und absolvierte Weiterbildungen in Integrative Body Psychotherapy, in Cranio-Sacral-Therapie bei Franklin Sills, London, und in Familienzentrierter Babytherapie bei R. Castillo und W. Emerson. Sie leitete über 20 Jahre gemeinsam mit Irene Kummer das Zentrum für Form und Wandlung in Zürich.
Sie war 13 Jahre lang mit dem Psychologen und Graphologen Dr. A. Schlumpf verheiratet und hat mit ihm eine Tochter.

## Veröffentlichungen
- Alltags-Haiku. Littera-Autoren-Verlag, Zürich 2009, ISBN 978-3-906731-22-3.
- Birgit Dechmann, Elisabeth Schlumpf: Lieben ein Leben lang: Wie Beziehungen immer besser werden. Beltz, Weinheim/Basel 2008, ISBN 978-3-407-85864-1.
- Wenn ich einst alt bin, trage ich Mohnrot. Kösel, München 2003, ISBN 3-466-30636-1.
- Elisabeth Schlumpf, Heidi Werder: Immer für andere da? Wege aus der Überverantwortlichkeit. Kösel, München 2000, ISBN 3-466-30513-6. Taschenbuchausgabe unter dem Titel Immer für andere da? So lernen sie, freundlich Nein zu sagen. Goldmann, München 2009, ISBN 978-3-442-17093-7.